# Арнулф (Арнулфинги)
Арнулф (на немски: Arnulf, Arnoul; на латински: Arnulfus, * ок. 695, † 723) от фамилията Арнулфинги е херцог (dux) от преди 715 г. херцог в Неустрия.
Той е син на Дрого († 708), херцог на Шампания и Бургундия, и на Анструда (Анструдис), дъщеря на Варато (майордом на Неустрия), също праправнук на Арнулф от Мец и племенник на Гримоалд Млади. Баща му Дрого е син на майордом Пипин Ерсталски и първата му съпруга Плектруда, и полубрат на Карл Мартел.
Той заедно с братята му Готфрид и Пипин е затворен от чичо му Карл Мартел. Арнулф умира по време на затвора си по неизвестни причини. Гробът му не е известен. Арнулф не е женен и няма деца.